# Internationales Schlagerfestival Dresden/Line-ups
Diese Liste enthält die Teilnehmer des Internationalen Schlagerfestivals Dresden von 1971 bis 1988.

## Modalitäten
Es gab zuerst zwei Wettbewerbe: den „Tag der DDR“, bei dem jeder Teilnehmer ein Lied einer DDR-Gruppe neu arrangieren sollte und einen „Internationalen Tag“, bei dem jeder einen eigenen Titel auf Deutsch singen sollte.
Es gab 1., 2. und 3. Preise in beiden Wettbewerben, sowie Sonderpreise des Publikums, der Pressejury, des Kulturpalastes, des Komitees für Unterhaltungskunst, des staatlichen Rundfunkkomitees und des Oberbürgermeisters.
Ab 1977 wurde außerdem ein „Grand Prix“ vergeben, ab 1982 gab es nur noch eine Preisvergabe.
Von 1971 bis 1981 wurde jeweils eine Schallplatte mit den erfolgreichsten Titeln herausgegeben.

## 1971
1. Internationales Schlagerfestival Dresden, Kulturpalast, 19.–21. Oktober 1971, 17 Teilnehmer aus 9 Ländern
- Bisser Kirow (Bulgarien)
- Ion Ulmeanu (Rumänien)
- Lourdes Gil (Kuba)
- Milan Drobny (ČSSR)
- Juli Slobodkin (UdSSR)
- Ella Gontscharowa (UdSSR)
- Ljiljana Petrovic (Jugoslawien)
- Pal Szecsi, aka Paul Moro (Ungarn)
- Tadeusz Woźniak (Polen), Preis des Dresdner Kulturpalastes
- Cătălina Marinescu (Rumänien), Publikumspreis zum Tag der DDR
- Marcela Laiferová (ČSSR), 3. Preis zum Tag der DDR
- Chris Doerk (DDR), 3. Preis zum Internationalen Tag
- Sarolta Zalatnay (Ungarn), 2. Preis zum Tag der DDR
- Ivica Serfezi (Jugoslawien), 2. Preis zum Internationalen Tag
- Halina Kunicka (Poken), 1. Preis zum Tag der DDR und Preis der Pressejury Republik
- Frank Schöbel (DDR), 1. Preis zum Internationalen Tag

## 1972
2. Internationales Schlagerfestival Dresden, Kulturpalast, 18.–20. Oktober 1972, 16 Teilnehmer aus 9 Ländern
- Waldemar Kocon (Polen)
- Klaus Sommer (DDR), „Sing wie ein Kind“
- Walentin Djakonow und WIA „Samozwety“ (ВИА «Самоцветы», UdSSR), 6. Platz
- Ivica Serfezi (Jugoslawien), Publikumspreis
- Péter Máté (Ungarn)
- Jiri Korn (ČSSR), Zuschauerpreis
- Halina Frąckowiak (Polen), Preis des Kulturpalastes
- Omara Portuondo (Kuba), Pressepreis
- Ljupka Dimitrovska (Jugoslawien), 3. Preis zum Internationalen Tag
- Boris Gudschunow (Bulgarien), 3. Preis zum Tag der DDR
- Swetlana Resanowa (UdSSR), 2. Preis zum Tag der DDR
- Jordanka Christowa (Bulgarien), 2. Preis zum Internationalen Tag
- Uschi Brüning (DDR), 2. Preis zum Internationalen Tag
- Nadia Urbánková (ČSSR), 1. Preis zum Tag der DDR
- Kati Kovacs (Ungarn), „Wind komm, bring Regen her“, 1. Preis zum Internationalen Tag

## 1974
3. Internationales Schlagerfestival Dresden, Kulturpalast Dresden, 20.–22. Oktober 1974, 17 Teilnehmer aus 9 Ländern
- Mihai Constantinescu (Rumänien)
- Eva Pilarova (ČSSR)
- Dina Straat (DDR)
- Sergej Budilin (UdSSR)
- Daniel (Polen)
- Klari Katona (Ungarn)
- Dani Marsan (Jugoslawien)
- Durdica (Jugoslawien)
- Farah Maria (Kuba), Preis des Komitees für Unterhaltungskunst der DDR
- Nina Urbano (Polen), Preis des Komitees für Unterhaltungskunst und Preis für das beste Arrangement
- Delhusa Gjon (Ungarn), Pressepreis
- Margarita Chranowa (Bulgarien), 3. Preis zum Tag der DDR
- Dida Dragan (Rumänien), 3. Preis zum Internationalen Tag
- Václav Neckář (ČSSR), 2. Preis zum Internationalen Tag und Publikumspreis
- Swetlana Resanowa (UdSSR), 2. Preis zum Tag der DDR
- Hans-Jürgen Beyer (DDR), 1. Preis zum Internationalen Tag und Publikumspreis
- Bisser Kirow (Bulgarien), 1. Preis zum Tag der DDR

## 1975
4. Internationales Schlagerfestival Dresden, Kulturpalast, 12.–14. September 1975, 17 Teilnehmer aus 9 Ländern
- Gruppe Homo Homini (Polen)
- Pablo Santamaria (Kuba)
- Mustafa Tschauschew (Bulgarien)
- Witali Markow (UdSSR)
- Judith Szűcs (Ungarn)
- Gruppe Dubrovački Trubaduri (Jugoslawien), „Träume“, Preis des Kulturpalastes
- Attila Horvath (Ungarn), „Ich muss gehn“, Preis des staatlichen Rundfunkkomitees
- Majda Sepe (Jugoslawien), „Königin der Nacht“, Publikumspreis zum Internationalen Tag
- Rossiza Ganewa (Bulgarien), „Ich hab den Mut, dich zu lieben“, Preis des Komitees für Unterhaltungskunst der DDR
- Andreas Holm (DDR), „Ein Mädchen wie dich“, 3. Preis zum Internationalen Tag und Publikumspreis zum Tag der DDR
- Pavel Novak (ČSSR), „Das schönste Souvenir“, 3. Preis zum Tag der DDR
- Corina Chiriac (Rumänien), „Ja, einmal ich träumte“, 3. Preis zum Internationalen Tag
- Argelia Fragоso (Kuba), „Glaub nicht“, 2. Preis zum Tag der DDR und Preis für das beste Arrangement
- Jana Kocianova (Jugoslawien), „Sag nicht vorbei“, 2. Preis zum Tag der DDR
- Anna Jantar (Polen), „Blumen sollen regnen auf die ganze Welt“, 2. Preis zum Internationalen Tag
- Veronika Fischer & Band (DDR), „Dass ich eine Schneeflocke war“, 1. Preis zum Internationalen Tag und Pressepreis
- Irina Ponarowskaja (UdSSR), „Nimm den Zug, der Sehnsucht heisst“, 1. Preis zum Tag der DDR, Preis des Oberbürgermeisters und Publikumspreis

## 1976
5. Internationales Schlagerfestival Dresden, 16.–18. September, Kulturpalast, 19. September Zwinger, Leitung Annemarie Brodhagen (Fernsehen der DDR), 17 Teilnehmer aus 9 Ländern
- Wiktor Zatwarski (Polen)
- Magdi Body (Ungarn), Preis des staatlichen Rundfunkkomitees
- Karel Zich (ČSSR), „So klingt mein fröhliches Lied“ (Karel Swoboda, übers. Michael Prostejowski; dir. Walter Eichenberg)
- Gruppe «777» (Jugoslawien), „Lieder soll‘n wie Blumen blüh‘n“ (S.Kovacevic, übers. Elke Branda, dir. Nikica Kalogjera)
- Thomas Lück (DDR), „Wo kommt der Schnee auf dem Kilimanscharo her“ (Siegfried Schultze, Dieter Lietz), Publikumspreis
- Amaury Perez (Kuba), „Ich hab mit dir das Meer entdeckt“ (Gerhard Siebholz, Dieter Schneider, dir. Osmundo Calzado), Preis des Komitees für Unterhaltungskunst
- Doina Limbasanu (Rumänien), „Heiss wie das Sonnenlicht“ (Rudi Werion, Claudia Burg, dir. Sile Dinicu), Preis des Oberbürgermeisters
- Eva-Maria Uhrikova (ČSSR), „Die Liebe ist ein Haus“ (Andreas Falk, Dieter Schneider, dir. Miro Broz),
- Boris Grantscharow (Bulgarien), „Spiel das Sommerlied noch einmal“ (Raimond Erbe, Karin Kersten, dir. Willy Kasassian), 3. Preis zum Tag der DDR
- Sergej Moros (UdSSR), „Mädchen aus Moldawien“ (Anatoli Nowinow, Jakow Shwedow), 3. Preis zum Internationalen Tag
- Andrzej und Eliza (Polen), „Habt ich nochmal die Wahl“ (Arndt Bause, Dieter Schneider, dir. Walter Eichenberg), 2. Preis zum Tag der DDR
- Gruppe Apostol (Ungarn), „Blues von der letzten Gelengenheit“ (Franz Bartzsch, Kurt Demmler), 2. Preis zum Tag der DDR und Pressepreis
- Gruppe Kreis (DDR), „Und wir gingen auf uns zu“ (Arnold Fritzsch, Fred Gertz, dir. Walter Eichenberg), 2. Preis zum Internationalen Tag
- Mimi Iwanowa (Bulgarien), „Ich will lieben“ (Arndt Bause, Dieter Schneider, dir. Willy Kasassian), 1. Preis zum Tag der DDR
- Roxana Babajan (UdSSR), „Der Regen“ (Игорь Гранов, Онегин Гаджикасимов, übers. Harmuth Schulze-Gerlach, dir. Jurgen Hermann), 1. Preis zum Internationalen Tag

## 1977
6. Internationales Schlagerfestival, Dresden, Kulturpalast, 20.–23. September 1977, 18 Teilnehmer aus 9 Ländern
- Anna Pietrzak (Polen)
- Gruppe Neoton (Ungarn)
- Miriam Ramos (Kuba)
- Gruppe Tonika (Bulgarien)
- Clara Anton (Rumänien)
- Petra Janů (ČSSR)
- Gruppe Modus (ČSSR)
- Ljupka Dimitrovska (Jugoslawien), „Der Cottbuser Postkutscher“, Publikumspreis
- Hector Tellez (Kuba), „Wo bist du“
- Judith Szűcs (Ungarn), „Dieser Tag“
- Gruppe Happy End (Polen), „Hej, kleine Linda“, 3. Preis zum Tag der DDR
- Gruppe Romantici (Rumänien), „Morgen“, 3. Preis zum Internationalen Tag
- Katja Filipova (Bulgarien), „Fliege, schöner Vogel“, 2. Preis zum Internationalen Tag
- Aija Kukule (UdSSR), „Ruf, Nachtvogel ruf“, 2. Preis zum Internationalen Tag
- Nora Bumbiere und Wiktor Laptschenok (UdSSR), „Amanda“, 2. Preis zum Tag der DDR
- Dragan Mijalkovski (Jugoslawien), „Wie die Wolken wandern“, 1. Preis zum Tag der DDR
- Jürgen Walter (DDR), „Barbara“, 1. Preis zum Internationalen Tag
- Gruppe 4 PS, mit Hansi Biebl (DDR), „Zweigroschenlied“, Grand Prix und Pressepreis

Gäste außer Konkurrenz
- Helena Vondráčková (ČSSR), „Das bunte Krüglein“
- Monika Hauff und Klaus-Dieter Henkler (DDR), „Guten Tag, mein Freund“

## 1978
7. Internationales Schlager-Festival Dresden, Kulturpalast, 20.–23. September 1978, 17 Teilnehmer aus 9 Ländern
- Christo Kidikow (Bulgarien), Preis des Komitees für Unterhaltungskunst der DDR
- Miriam Hruskova (ČSSR)
- Gruppe Illés (Ungarn)
- Schota Kopalejschwili (UdSSR)
- Andrzej Frajndt (Polen)
- Jekaterina Surschikowa (UdSSR), „Alles was war“, Preis des Komitees für Unterhaltungskunst
- Sphinx (Rumänien), „Ich will dich“
- Uwe Jensen (DDR), „Einmal möchte ich ein Maler sein“, Preis des Oberbürgermeisters von Dresden
- Marika Gombitova (ČSSR), „Studentenliebe“, Preis des staatlichen Rundfunkkomitees
- Miki Jefremovic (Jugoslawien), „Du bist mein Ziel“, 3. Preis zum Internationalen Tag
- Beáta Karda (Ungarn), „Musik ist ein Tag“, 3. Preis zum Tag der DDR und Publikumspreis
- Pepel in Kri (Jugoslawien), „Was vorbei, das ist nun mal vorbei“, 2. Preis zum Tag der DDR (und Eurovision 1975, 13. Platz)
- Margarita Chranowa (Bulgarien), „Unruhe“, 2. Preis zum Internationalen Tag
- Irena Jarocka (Polen), „Komm in die Stadt“, 2. Preis
- Mirabella Dauer (Rumänien), „Ich hatte einen Traum“, 1. Preis zum Tag der DDR
- Miguel Chavez (Kuba), „Der Ruf der Berge“, 1. Preis zum Internationalen Tag und Preis für das beste Arrangement
- Karat (DDR), „Über sieben Brücken musst du gehn“ und „König der Welt“, Grand Prix und Pressepreis

## 1979
8. Internationales Schlagerfestival, Dresden 1979, 17 Teilnehmer aus 9 Ländern
- Panaiot Panaiotov (Bulgarien)
- Adrian Romcescu (Rumänien)
- Gruppe Wir (DDR)
- Laszlo Komar (Ungarn)
- Karol Duchoň (ČSSR)
- Gruppe Sphinx (Jugoslawien)
- Gruppe Wawele (Polen)
- José Valladares (Kuba)
- Ljudmila Barykina (UdSSR)
- Kita Bodurowa (Bulgarien), Wieviel Glück es gibt, 3. Preis zum Internationalen Tag
- Krystyna Gizowska (Polen), Rosen auf dem See, 3. Preis zum Tag der DDR und Publikumspreis
- Marijan Miše (Jugoslawien), Ich kann es kaum erwarten, 2. Preis zum Tag der DDR und Preis für das beste Arrangement
- Aurora Lacasa (DDR), So war ich nie, 2. Preis zum Internationalen Tag
- Gruppe Panta Rhei (Ungarn), Sie ist immer noch allein, 1. Preis zum Tag der DDR
- Ivana Machova (ČSSR), Eine Sommernacht, 1. Preis zum Internationalen Tag und Pressepreis
- Nikolaj Gnatjuk (UdSSR), Hab ich das alles nur geträumt und Ich tanze gern, Grand Prix

Gäste außerhalb des Westtbewerbs
- Irina Ponarowskaja (UdSSR), Rosamunde und Nimm den Zug, der Sehnsucht heißt (Siegertitel von 1976)

## 1980
9. Internationales Schlager-Festival, Dresden 1980
Kulturpalast, 16.–20. September, 17 Teilnehmer aus 9 Ländern
- Rezső Soltész (Ungarn), Sag ihr auch
- Darko Domijan (Jugoslawien), Wenn es schon war, musst du dazu stehen, Publikumspreis
- Cezar Tataru (Rumänien)
- Boguslaw Mec (Polen), Es ist kein Traum
- Teresa Haremza (Polen), Preis des Kulturpalastes
- Swetlana Didorenko (UdSSR)
- Marcela Kralova (ČSSR), Preis für das beste Arrangement
- Marion Scharf (DDR), Ich sah ihn wieder
- Jewgenij Golowin (UdSSR), Für immer
- Paunita Ionescu (Rumänien), Jugendliebe
- Josipa Lisac (Jugoslawien), Jugend, 3. Preis zum Internationalen Tag und Preis der Pressejury
- Marika Klesniaková (ČSSR), Vstani, 3. Preis zum Tag der DDR
- Elizabeth De Gracia (Kuba), Asi sere feliz, 2. Preis zum Internationalen Tag
- Wassil Najdenow (Bulgarien), Wenn du ehrlich bist, 2. Preis zum Tag der DDR
- Anikó Serfőző (Ungarn), Warum bleibt man nicht immer Kind, 1. Preis zum Tag der DDR
- Gruppe Signal (Bulgarien), Auf alle, die lieben, 1. Preis zum Internationalen Tag
- Gruppe Electra (DDR), Es brennen die Berge und Wälder, Grand Prix

## 1981
X. Internationales Schlagerfestival sozialistischer Länder Dresden, Kulturpalast, 15.–20. September 1981, 18 Teilnehmer aus 11 Ländern
- Zdenka Kovacicek (Jugoslawien), Wirklich frei sein (Vladimir Delac, Maria Radovici, übers. Monika Eberhardt), Preis der Pressejury
- Drazen Zanko (Jugoslawien)
- Eva Fabian (Ungarn)
- Gheorge Enache (Rumänien)
- Gruppe Les Perles (Kongo), Lumbu Ki Kakwiza
- Mirtha Medina (Kuba), Canto al sol (Juan Formal)
- Piotr Szultz (Polen)
- Duo "H+N" (Holger Flesch und Norbert Endlich, DDR), Hochzeit unterm Zelt (Holger Flesch, Norbert Endlich / Burkhard Lasch), 1. Preis "Goldenen Rathausmann"
- Jaak Joala (UdSSR), Doch die Liebe (Walter Kubiczeck, Karin Kersten)
- Angela Ciochina (Rumänien), Berührung (Thomas Natschinski, Ingeburg Branoner), 3. Preis zum Internationalen Tag
- Kati és Kerek Perec (KKP, Kati und Kerek Perec, Ungarn), 3. Preis zum Tag der DDR
- Lenka Filipova (ČSSR), Wenn das nicht mehr geht (Chtěla Bych Zůstat, Jakou Mně Znáš, Stepan Rak, Michal Bukovic, übers. Gisela Steinekert), 2. Preis zum Internationalen Tag
- Gruppe Shturzite («Штурците», Bulgarien), Unser Jahrhundert (Kiril Maritchkov, Volen Nikolajev), 2. Preis zum Tag der DDR
- Gruppe Elán (ČSSR), Der Boxer (Ulrich Swillms, Norbert Kaiser), 2. Preis zum Tag der DDR
- Gaby Rückert (DDR), Immer weiter geht die Reise (Hogy ha elindul a vonat, Gabor Presser, L. Amborczy, übers. Ingeburg Branoner), 1. Preis zum Internationalen Tag
- Orlin Goranow (Bulgarien), Was einmal war (Arndt Bause, Dieter Schneider), 1. Preis zum Tag der DDR
- Ái Văn Ha Thi (Vietnam), So ging noch nie die Sonne auf (Siegfried Schulte, Dieter Lietz, ein Titel von Gaby Rückert), Grand Prix und Publikumspreis

Gäste außerhalb des Wettbewerbs
- Dagmar Frederic (DDR)
- Walter Eichenberger Jazz

## 1982
XI. Internationales Schlagerfestival Dresden,
Kulturpalast, 21.–25. September 1982, 18 Teilnehmer aus 10 Ländern
- Ina-Maria Federowski (DDR), Publikumsliebling
- Mayra Caridad (Kuba), Preis für die beste Komposition
- Nikolai Mosgowoj (UdSSR)
- Gruppe Diana Ekspress (Диана - Экспресс, Bulgarien)
- Gruppe Bajm (Polen), mit "Piechotą do lata" und "Żal prostych słów" (in deutscher Sprache), Preis der Pressejury
- Renata Danel (Polen), Preis für das beste Arrangement
- Janina Matei (Rumänien), Preis für das beste Arrangement
- Gheorghe Enache (Rumänien)
- Helena Duskova (ČSSR)
- Gruppe Kroki (ČSSR)
- György Pal & Istvan Baracsi (Ungarn)
- Korall (Ungarn)
- Krunoslav Slabinac (Jugoslawien)
- Srebrna krila (Silver wings, Jugoslawien)
- Le Guen (Vietnam), 3. Preis
- Tamara Gwerdtsiteli (UdSSR), Ciao mamma, 2. Preis
- Stern Meißen (DDR), Du komm her (Reinhard Fissler, Kurt Demmler), 1. Preis
- Kamelia Todorowa (Bulgarien), Auf diesen Tag hab' ich gewartet («Откритие», Alexander Brasitzow, Matej Stojanow) und Wie die Steine im Bach (nach Eva Maria Pieckert, Horst Krüger, Gisela Steineckert) Grand Prix

Gala-Abend
- Ái Vân (Vietnam), So ging noch nie die Sonne auf (Siegfried Schulte, Dieter Lietz, nach Gaby Rückert, Sieger von 1981) und Die Feuer sind ausgegluht (Holger Biege, Gisela Steineckert)[5]
- Ái Vân und Holger Biege Wir lieben uns (Holger Biege, Gisela Steineckert)

## 1983
XII. Internationales Schlagerfestival Dresden, 16.– Oktober 1983, 13 Teilnehmer aus 10 Ländern
- Snjezana Naumovska (Jugoslawien), Preis für die beste Interpretation eines eigenen Titels
- Gruppe Karthago (Ungarn)
- Gruppe Tangra (Bulgarien)
- Georgi Stantschew (Bulgarien), Шепот, Spezialpreis
- Gayga & Pro Rock (Polen)
- Erik Molnár (Ungarn)
- Olimpia Panceu (Rumänien)
- Mircea Baniciu (Rumänien)
- Stanislav Prohazka (ČSSR)
- Dušan Hlaváček (ČSSR)
- Ivo Pattiera (Jugoslawien)
- Gustavo Filipe Remedios (Kuba)
- Martin Nievera (Philippinen)
- Wladinir Kisseljow (UdSSR)
- Krystyna Pronko (Polen), 3. Preis
- Eva Maria Pieckert (DDR), 2. Preis
- Manana Todadse (UdSSR, von der Gruppe Iwerija /«Иверия», UdSSR), 1. Preis und Publikumspreis
- Neumis Rock Circus (DDR), Der Clown, Grand Prix und Preis der Pressejury

## 1984
13. Internationales Schlagerfestival Dresden, Kulturpalast Dresden, 18.–22. September 1984, Moderator Roland Weise, 18 Teilnehmer aus 11 Ländern
- Annia Linares (Kuba)
- Frano Lasić (Jugoslawien)
- Urszula Kasprzak & «Budka Suflera» (Polen)
- Zorica Kondza (Jugoslawien)
- Peter Poor (Ungarn)
- Gruppe Hit (Ungarn)
- Brigitte Stefan (DDR)
- Lida Nopova (ČSSR)
- Duo Duagndan (Laos), Publikumspreis am zweiten Wettbewerbstag und Preis des Fernsehens der DDR
- Julia Heckova (ČSSR), Publikumspreis am dritten Wettbewerbstag und Preis des Komitees für Unterhaltungskunst der DDR
- Alemaehu Eshete (Äthiopien), Preis des Oberbürgermeisters von Dresden
- Trio Gang Marcela (Polen)
- Duo Riton («Ритон», Bulgarien), 3. Preis
- Mirela Voiculescu (Rumänien), 2. Preis
- Ani Wrbanowa (Bulgarien), 1. Preis
- Gruppe Rosu si Negru (Rumänien), 1. Preis und Pressepreis
- Natalja Nurmuchamedowa (UdSSR), «Озорная девчонка» (Кыз бола), 1. Preis
- Jörg Hindemith (DDR), Grand Prix

## 1985
14. Internationales Schlagerfestival Dresden, 17.–21. September 1985, Kulturpalast, 25 Teilnehmer aus 18 Ländern
- Pablo Santamaria (Kuba)
- Duo Onyx (Оникс, Bulgarien)
- Gruppe Banket (ČSSR)
- Stanislav Hlozek & Petr Kotvald (ČSSR)
- Baaraj Bajara (Mongolei)
- Simona Florescu (Rumänien),
- Gruppe Lord (Ungarn)
- Lajos Turi (Ungarn)
- Inka (DDR)
- Gruppe Compact (Rumänien)
- Gruppe Apelsin («Апельсин», UdSSR), Spezialpreis
- Gruppe Lombard (Polen), Preis für die beste Interpretation eines DDR-Liedes
- Elżbieta Wojnowska (Polen), Preis der FIDOF
- Clouter Douley (Kongo), Preis des Komitees für Unterhaltungskunst der DDR
- Hoanh Kam Van (Vietnam), Preis für das beste Lied mit einer politischen Aussage
- Gruppe LZ (Эл зэт, Bulgarien), Publikumspreis am dritten Wettbewerbstag
- James Moralez (Philippinen), 3. Preis und Publikumspreis am ersten Wettbewerbstag
- Modern Soul Band (DDR), 2. Platz und Pressepreis
- Norma Helena Gadea (Nikaragua), 1. Preis
- Nel Santo (Jugoslawien), Grand Prix und Publikumspreis am 2. Tag

## 1986
15. Internationales Schlagerfestival, Dresden 1986, Kulturpalast, 16.–20. September, 24 Teilnehmer aus 18 Ländern
- Thanh Hòa (Vietnam)
- Alexandre Langa (Moçambique)
- Gruppe Holograf (Rumänien)
- Phang Sophare (Nordkorea)
- Beáta Dubasová (ČSSR)
- Dubravka Jusić (Jugoslawien)
- Maria Eugenia Urroz Alvarez (Nikaragua)
- Gruppe Zitron (ČSSR)
- Gruppe «Satöbbi» (Ungarn)
- Gruppe Rezerwat (Polen)
- Lilija Sandulesa (UdSSR)
- Gruppe Dialog (UdSSR)
- Philippe Sita (Kongo)
- Mihaela Oancea (Rumänien)
- Vokalensemble Domino (Bulgarien)
- Baaraj Bajaran (Mongolei), Spezialpreis
- Duo Rossi (Madagaskar), Spezialpreis
- Marcellinа (Ungarn), Spezialpreis
- Anna Jurksztowicz (Polen), Preis des Komitees für Unterhaltungskunst der DDR
- Anett Kölpin und Datzu (DDR), Wenn es wärmer wird
- Ute und Jean (DDR)
- Gruppe Novi Fosili (Sanja Doležal, Jugoslawien), Kleine Milena, 3. Preis und Publikumspreis am zweiten Wettbewerbstag
- Ramo Fernandes (Indien), So wie du (nach Wolfgang Lippert), 2. Preis, Preis der Pressejury und Publikumspreis am ersten Wettbewerbdtag
- Xiomara Laugart (Kuba), 1. Preis und Publikumspreis
- Lourna Pal (Philippinen), Grand Prix

## 1987
16. Internationales Schlagerfestival, Dresden 1987, Kulturpalast, 15.–19. September, Teilnehmer aus 20 Ländern
- Quan Yingzi (Nordkorea)
- Abdalla Saad (Ägypten)
- Yohannes Hailu (Äthiopien)
- Blagowest und Swetoslaw Argirow (Bulgarien)
- Gruppe Midi (ČSSR)
- Gruppe Lift (DDR), Preis des Oberbürgermeisters
- Eugenia León (Mexiko), Preis für das beste Arrangement
- Agnieszka Fatyga (Polen), Preis des Komitees für Unterhaltungskunst der DDR
- Fito Paez (Argentinien), Preis der Pressejury
- Massimo Savic (Jugoslawien), 3. Preis
- Ovidio Gonzalez (Kuba), 2. Preis und Publikumspreis
- Gruppe Semljane (Земляне, UdSSR), Welle, Welle («Волны волны»), 1. Preis und Preis für die beste Interpretation eines DDR-Liedes
- Hema Sardessai (Indien), Grand Prix

## 1988
17. Internationales Schlagerfestival, Dresden 1988, Kulturpalast, 21.–24. September, 12 Teilnehmer aus 11 Ländern
- Ulli Bäer (Österreich)
- Maggie Carlés und Luis Nodal (Kuba), 3. Preis
- Marina Hess (DDR)
- Loredana Groza (Rumänien)
- Kamelija Stojanowa (Bulgarien), Preis des Oberbürgermeisters
- Anneli Saaristo (Finnland), 2. Preis
- Diana Schagajewa (UdSSR), 1. Preis und Publikumspreis
- Arnulf Wenning (DDR), Grand Prix